# Calamus halmaherensis
Calamus halmaherensis är en enhjärtbladig växtart som beskrevs av Karl Ewald Maximilian Burret. Calamus halmaherensis ingår i släktet Calamus och familjen Arecaceae. Inga underarter finns listade i Catalogue of Life.